# Cymuned

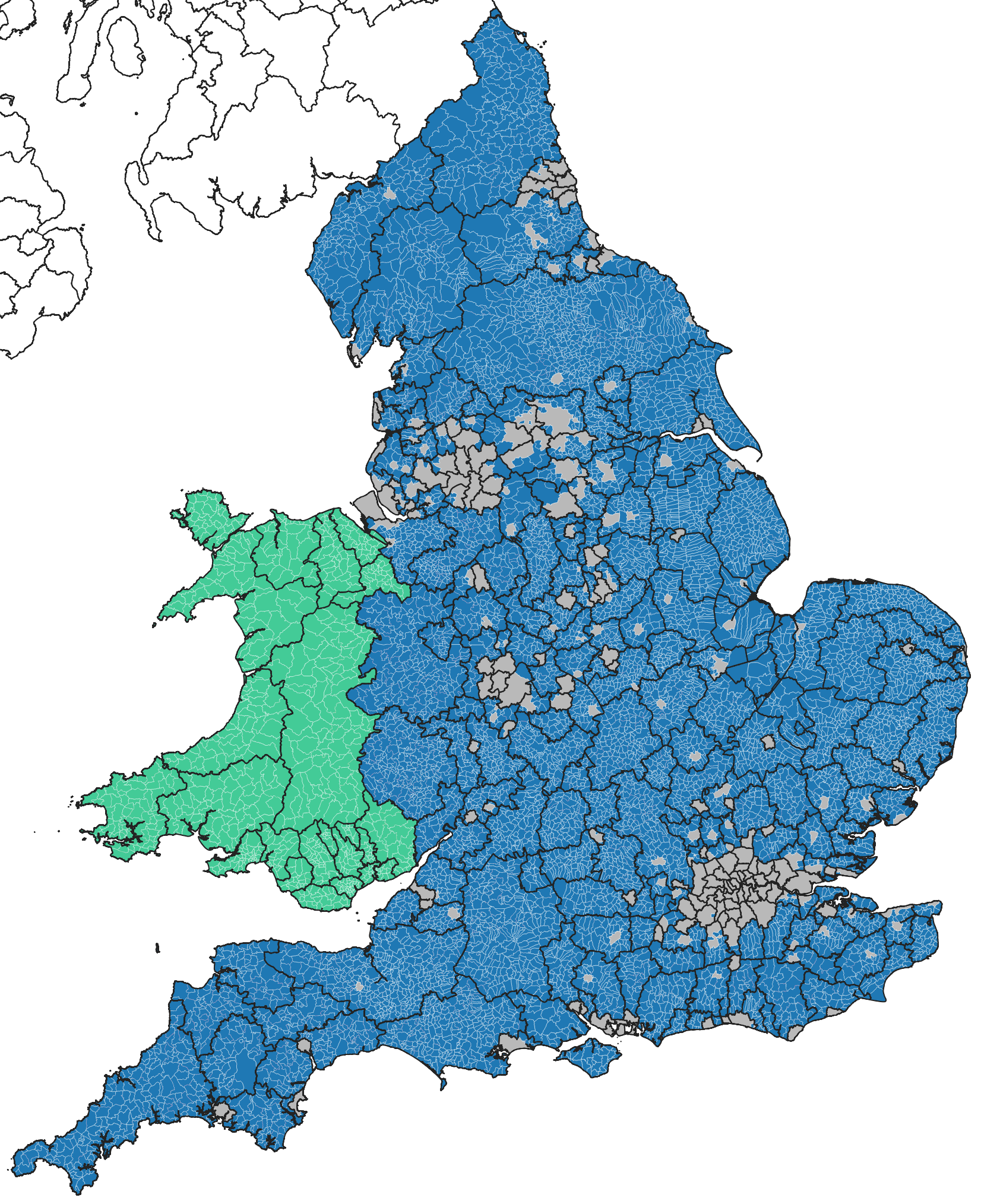
Mapa Anglii podzielonej na civil parishes oraz Walii podzielonej na cymunedau

Cymuned (l.mn. cymunedau, ang. community) – najmniejsza jednostka podziału administracyjnego Walii, odpowiadająca mniej więcej civil parish w Anglii. W 2011 roku było ich 870, z czego 730 posiadało swoje rady. Cymunedau pokrywają całą powierzchnię kraju.
Cymunedau istnieją w podziale administracyjnym Walii od 1974 roku. Wcześniej najmniejszą jednostką były parafie (parish). Początkowo zmiana z parishes na cymunedau dotyczyła tylko formalnej nazwy, granicy pozostały takie same.